# Landrada di Hesbaye
Landrada (fl. VIII) era la figlia di Lamberto II di Hesbaye, nobile di Hesbaye, e di Clotilde, figlia di Teodorico III.
Era anche sorella di Roberto I di Hesbaye.

## Biografia
Nel 764 fondò, con suo nipote Cancor, conte della città di Rheingau (764-782), e la di lui madre e vedova Williswinda, l'abbazia di Lorsch. Suo figlio Crodegango di Metz ne divenne abate l'anno successivo.

## Matrimonio e figli
Sposò Sigrammus, con la quale ebbe: 
- San Crodegango, nato circa 712 e morto nel 766, che fu vescovo di Metz, fondatore dell'abbazia di Gorze, referendario di Carlo Martello e consigliere di Pipino il Breve
- Gundeland, monaco di Gorze e secondo abate dell'abbazia di Lorsch
- Sigram di Hesbaye, padre di Ingerman, conte di Hesbaye, a sua volta padre di Ermengarda, moglie di Ludovico il Pio.

Studi recenti, in particolare le opere di Christian Settipani, formulano l'ipotesi che sia stata probabilmente la sorella di Rotrude, nata attorno al 695 e morta nel 724, moglie di Carlo Martello. 

## Ascendenza
|                        |   |                      | Genitori |  |  | Nonni |  |  | Bisnonni              |  |  | Trisnonni             |  |
|                        |   |                      |          |  |  |       |  |  | Lamberto I di Hesbaye |  |  | Crodoberto I di Tours |  |
|                        |   |                      |          |  |  |       |  |  | Lamberto I di Hesbaye |  |  | Crodoberto I di Tours |  |
|                        |   | Glismonda di Baviera |          |  |  |       |  |  | Lamberto I di Hesbaye |  |  |                       |  |
| Crodoberto II          |   |                      |          |  |  |       |  |  | Lamberto I di Hesbaye |  |  |                       |  |
|                        |   | …                    | …        |  |  |       |  |  |                       |  |  |                       |  |
|                        |   | …                    | …        |  |  |       |  |  |                       |  |  |                       |  |
|                        |   | …                    | …        |  |  |       |  |  |                       |  |  |                       |  |
| Lamberto II di Hesbaye |   | …                    |          |  |  |       |  |  |                       |  |  |                       |  |
|                        |   | …                    | …        |  |  |       |  |  |                       |  |  |                       |  |
|                        |   | …                    | …        |  |  |       |  |  |                       |  |  |                       |  |
|                        |   | …                    | …        |  |  |       |  |  |                       |  |  |                       |  |
| Théodrada              |   | …                    |          |  |  |       |  |  |                       |  |  |                       |  |
|                        |   | …                    | …        |  |  |       |  |  |                       |  |  |                       |  |
|                        |   | …                    | …        |  |  |       |  |  |                       |  |  |                       |  |
|                        |   | …                    | …        |  |  |       |  |  |                       |  |  |                       |  |
| Landrada di Hesbaye    |   | …                    |          |  |  |       |  |  |                       |  |  |                       |  |
|                        | … | …                    |          |  |  |       |  |  |                       |  |  |                       |  |
|                        | … | …                    |          |  |  |       |  |  |                       |  |  |                       |  |
|                        | … | …                    |          |  |  |       |  |  |                       |  |  |                       |  |
| Teodorico III          | … |                      |          |  |  |       |  |  |                       |  |  |                       |  |
|                        |   | …                    | …        |  |  |       |  |  |                       |  |  |                       |  |
|                        |   | …                    | …        |  |  |       |  |  |                       |  |  |                       |  |
|                        |   | …                    | …        |  |  |       |  |  |                       |  |  |                       |  |
| Clotilde               |   | …                    |          |  |  |       |  |  |                       |  |  |                       |  |
|                        |   | …                    | …        |  |  |       |  |  |                       |  |  |                       |  |
|                        |   | …                    | …        |  |  |       |  |  |                       |  |  |                       |  |
|                        |   | …                    | …        |  |  |       |  |  |                       |  |  |                       |  |
| …                      |   | …                    |          |  |  |       |  |  |                       |  |  |                       |  |
|                        |   | …                    | …        |  |  |       |  |  |                       |  |  |                       |  |
|                        |   | …                    | …        |  |  |       |  |  |                       |  |  |                       |  |
|                        |   | …                    | …        |  |  |       |  |  |                       |  |  |                       |  |
|                        |   | …                    |          |  |  |       |  |  |                       |  |  |                       |  |